# Julieta Castellanos
Julieta Castellanos, née 8 janvier 1954 à San Francisco de Becerra au Honduras, est une sociologue et, depuis 2009, la rectrice de l'université nationale autonome du Honduras. Elle a fait campagne contre la violence au Honduras, en se concentrant sur deux cartels de la drogue et la corruption au sein de la police, préconisant des réformes judiciaires et policières. Elle fonde l'Observatorio de la Violencia (en français : Observatoire de la Violence) en 2004, qui analyse les statistiques de la criminalité au Honduras.
Elle est également membre de la Commission pour la vérité et la réconciliation, chargée de clarifier les faits relatifs au coup d'État de 2009 au Honduras qui renverse le président Manuel Zelaya.
Elle reçoit, en 2013, le prix international de la femme de courage.

## Sources
- (en) Cet article est partiellement ou en totalité issu de l’article de Wikipédia en anglais intitulé « Julieta Castellanos » (voir la liste des auteurs).